# Chichimá Acapetahua
Chichimá Acapetahua är en ort i Mexiko.   Den ligger i kommunen Comitán Municipality och delstaten Chiapas, i den sydöstra delen av landet, 800 km öster om huvudstaden Mexico City. Chichimá Acapetahua ligger 1 579 meter över havet och antalet invånare är 237.
Terrängen runt Chichimá Acapetahua är platt åt nordost, men åt sydväst är den kuperad. Runt Chichimá Acapetahua är det ganska tätbefolkat, med 96 invånare per kvadratkilometer. Närmaste större samhälle är Comitán, 5,5 km nordväst om Chichimá Acapetahua. I omgivningarna runt Chichimá Acapetahua växer huvudsakligen savannskog.